# Isariya Marom
Isariya Marom (tiếng Thái: อิสริยะ มารมย์), sinh ngày 18 tháng 12 năm 1995), hoặc còn được biết với tên đơn giản Teng (tiếng Thái: เติ้ง), là một cầu thủ bóng đá người Thái Lan thi đấu ở vị trí tiền vệ chạy cánh trái hay hậu vệ trái cho câu lạc bộ ở Thai League 2 Udon Thani.